# Charles Fefferman
Charles Louis Fefferman (Silver Spring (Maryland), 18 de abril de 1949) es un matemático estadounidense de la Universidad de Princeton.
Niño prodigio, recuerda que su padre, doctor en Economía, cuando tenía 9 años le dejó un libro de matemáticas de 4.º curso, le ocupó un día leerlo, dos días el de 5.º curso, y así sucesivamente hasta encontrar su nivel.
Ingreso en la universidad a la edad de 14 años, escribió su primer escrito científico con 15 años en Alemania. Dos años después recibiría su licenciatura en física y matemáticas por la Universidad de Maryland. Con 20 años conseguiría un doctorado -PhD en matemáticas en Princeton bajo la supervisión de Elias Stein. Contando tan sólo con 22 años se convierte en profesor de la Universidad de Chicago. A los 24 años vuelve a Princeton como profesor. 
En la década de los años 70 del siglo XX, perfeccionó los cálculos que sirvieron para desarrollar las ondículas, herramienta matemática con la que se puede descomponer las ondas (sonido e imagen) en envíos de información más pequeños, de estas enunciaciones matemáticas, nacieron las imágenes médicas y televisivas de alta definición, las fotografías con extensión .jpg, y el formato .mp3.
Ha recibido diversos premios a lo largo de su carrera destacando el Premio Alan T. Waterman en 1976, y en 1978 a la edad de 29 años fue galardonado por sus trabajos en el análisis matemático con la medalla Fields, premio que está considerado el Nobel de las Matemáticas. Fue elegido miembro de la Academia Nacional de Ciencias de Estados Unidos en 1979. 
La Fundación BBVA en marzo de 2022, le otorga el  Premio Fronteras del Conocimiento en Ciencias Básicas por su investigación en diversas áreas de las matemáticas. En su extensa y prolífica carrera ha forjado vínculos estrechos con España, al dirigir múltiples tesis de matemáticos españoles; realizando numerosas estancias de investigación en España al dirigir un laboratorio en el Instituto de Ciencias Matemáticas.
Su hija Lainie, es compositora y profesora de matemáticas en Nueva York, y Nina, como bióloga, aplica modelos matemáticos para estudiar los sistemas biológicos complejos.